# Streblosoma minutum
Streblosoma minutum är en ringmaskart som beskrevs av Anne D. Hutchings och Glasby 1987. Streblosoma minutum ingår i släktet Streblosoma och familjen Terebellidae. Inga underarter finns listade i Catalogue of Life.